# Зограф, Георгий Александрович
Гео́ргий Алекса́ндрович Зо́граф (15 апреля 1928 — 25 апреля 1993) — советский и российский лингвист и переводчик, автор многочисленных трудов по индоарийскому языкознанию. Один из авторов Большого хинди-русского словаря.

## Биография
Родился в семье историка-антиковеда Александра Николаевича Зографа и дочери архитектора Г. И. Котова, Ольги Григорьевны Зограф. Пережил тяжёлый период ленинградской блокады, во время которой умер его отец.
После войны учился в Ленинградском университете. С отличием завершив университетский курс, Г. А. Зограф в 1951 году стал аспирантом Института востоковедения АН СССР (впоследствии защитил диссертацию «Основные черты прозаического урду XIX в.»), а с 1954 года он — сотрудник Сектора восточных рукописей и с 1955 года — научный сотрудник Ленинградского отделения Института востоковедения АН СССР. Здесь прошла вся его дальнейшая научная жизнь. В 1977 году защитил докторскую диссертацию «Морфологический строй новых индоарийских языков (опыт структурно-типологического анализа)».
Был женат на И. Т. Зограф (1931—2022) — лингвисте, докторе филологических наук.
Сын Пётр (род. 1957) — математик и физик-теоретик, доктор физико-математических наук, ведущий научный сотрудник лаборатории математических проблем физики Санкт-Петербургского отделения Математического института имени В. А. Стеклова РАН, директор Международного математического института имени Л. Эйлера.
Умер в 1993 году. Похоронен на Волковском православном кладбище.

## Научная и переводческая деятельность
Круг вопросов, входивших в сферу научных интересов Г. А. Зографа:
- Становление литературных хинди и урду.
- Типология современных индоарийских языков.
- Проблема взаимодействия и взаимовлияния языков Южной Азии.

Г. А. Зограф перевёл на русский язык «Сад и весна» Мир Амана (1957), «Танцовщица» Мирзы Русвы (1960).

## Основные работы
Книги
- Языки Индии, Пакистана, Цейлона и Непала. — М., 1960;
- Описание рукописей хинди и панджаби Института востоковедения. — М., 1960;
- Хиндустани на рубеже XVIII и XIX вв. М., 1961; Сказки Центральной Индии. — М., 1971;
- Морфологический строй новых индоарийских языков. — М.: Наука ГРВЛ, 1976. — 368 с.
- Бархударов А. С., Бескровный В. М., Зограф Г. А., Липеровский  В. П. Хинди-русский словарь в двух томах. Около 75 000 слов / Под ред. В. М. Бескровного. — М.: Советская энциклопедия, 1972. — 907+912 с.
- Languages of South Asia. — L., 1982;
  - Die Sprachen Südasiens. — Lpz., 1982;
  - Языки Южной Азии. — М.: Наука, 1990. — 212 с.
- Пословицы и поговорки Северной Индии. — СПб., 1998 (сопроводит. статьи, слов. и указ.).

Статьи
- Литература урду // Краткая история литератур Индии. — Л., 1975;
- Индоарийские языки // Языки Азии и Африки. — М., 1976. Кн. 1: Индоевропейские языки (хетто-лувийские, армянский, индоарийские); Морфологический строй новых индоарийских языков (Опыт структурно-типологического анализа). — М., 1976;
- От сравнительно-исторической к историко-типологической грамматике индоарийских языков // Санскрит и древнеиндийская культура. — М., 1979. Вып. 1.